# Park Regionalny Queyras

Logo Parku Regionalnego Queyras

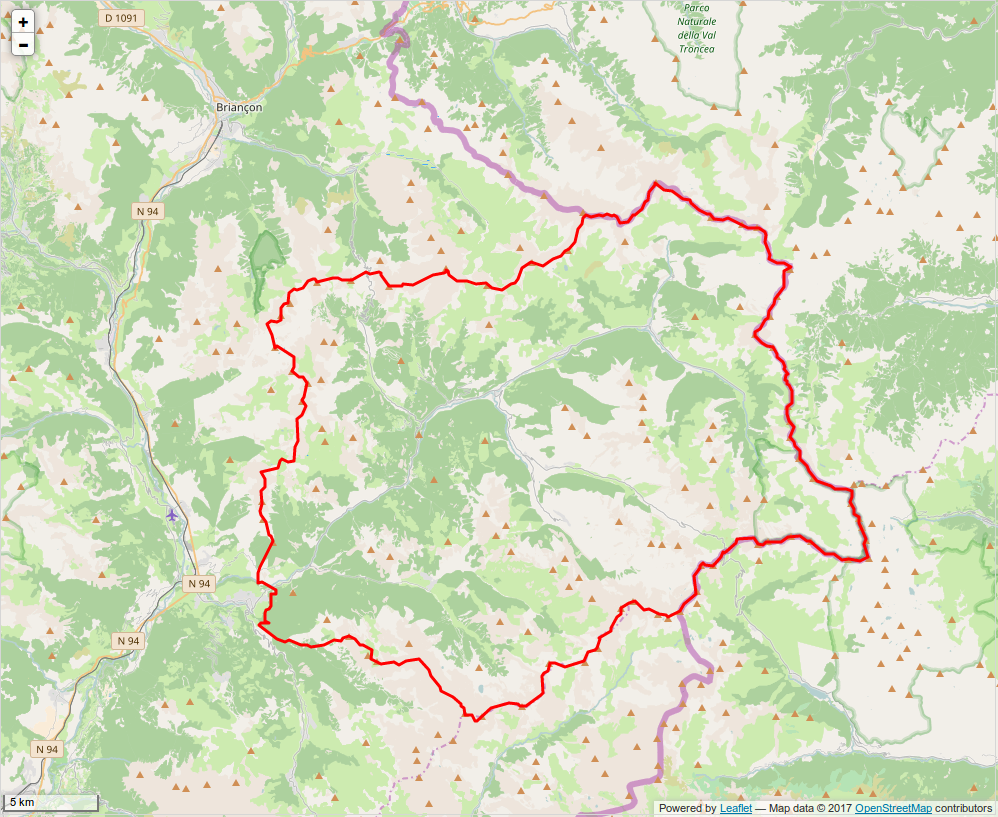
Park Regionalny Queyras

Park Regionalny Queyras (fr. Parc naturel régional du Queyras) – park we francuskim departamencie Alp Wysokich, w regionie Prowansji-Alp-Lazurowego  Wybrzeża.  

## Położenie
Park Regionalny Queyras znajduje się pomiędzy północno-południową granicą włoską i regionem Piemont. Równoregle od zachodu występuje dolina rzeki Durance. Niedaleko Parku Regionalnego Queyras, na północnym zachodzie jest miasto Briançon, a od strony północnej Sestriere.

## Historia
Park Regionalny Queyras powstał 31 stycznia 1977 i zajmuje obszar 65 000 hektarów. Zarząd parku znajduje się w Arvieux. Dziesięć gmin, w tym 2 500 mieszkańców tworzy Park Regionalny Queyras.
Dziesięć gmin, tworzących Park Regionalny Queyras:
| Nazwa gminy           |
| --------------------- |
| Abriès                |
| Aiguilles             |
| Arvieux               |
| Château-Ville-Vieille |
| Ceillac               |
| Eygliers              |
| Guillestre            |
| Molines-en-Queyras    |
| Ristolas              |
| Saint-Véran           |

## Krajobraz[2]
Park Regionalny Queyras jest obszarem górskim. Głównym tokiem wodnym regionu Queyras jest rzeka Guil, która w Guillestre osiąga dolinę rzeczną Durance na wysokości 900 metrów, do której ostatecznie wpada. Podążając rzeką w kierunku północnym napotkamy wąwozy: Combe du Queyras i Gorges du Guil, które ciągną się aż do Château-Ville-Vieille. Odległość pomiędzy wynosi 1 400 metrów. Od miasta Château-Ville-Vieille prowadzą większe doliny na północ i na południe.
Po stronie wschodniej znajdują się Alpy Kotyjskie, za granicą francuską, we Włoszech leży szczyt Monte Viso, który ma 3841 metrów (12,592 stóp). Na obszarze Parku Regionalnego Queyras znajduje się też strefa ochronna (fr. Réserve Naturelle Ristolas Mont-Viso). Mniejsze pasma górskie na północy i południu osiągają ponad 3 000 metrów.   
Oprócz podstawowych tras przez doliny są też jeszcze dwa inne dojścia do parku, przez przełęcze. Pierwsze przez Col d’Izoard do Briançon, a drugie przez Col Agnel do Valle Varaita.

## Fauna i Flora[2]
Łagodne okresy odpowiednie dla rozwoju roślin są tak zmniejszone przez fakt, że wiele gatunków rzadko jest w stanie wyprodukować nasiona. Najlepiej  do temperatur, panujących w Parku Regionalnym Queyras dopasowała się szarotka. Ponieważ większa część rośliny jest biała i całkowicie owłosiona, i to chroni ją przed zimnem. Trawiaste zbocza i modrzewie stanowią dla kozic, koziorożców i muflonów śródziemnomorskich przestrzeń życiową. Plan odstrzału w każdej osadzie określa liczbę zwierząt, na które można polować jesienią, aby uregulować populację. Także biotop jest domem dla dużej ilości świstaków, które mimo to żyją w ubogich warunkach, w swoim śnie zimowym do końca marca, później w dużych stadach. Przez to coraz częściej stają się łupem orła przedniego.